# Paul Kilburger

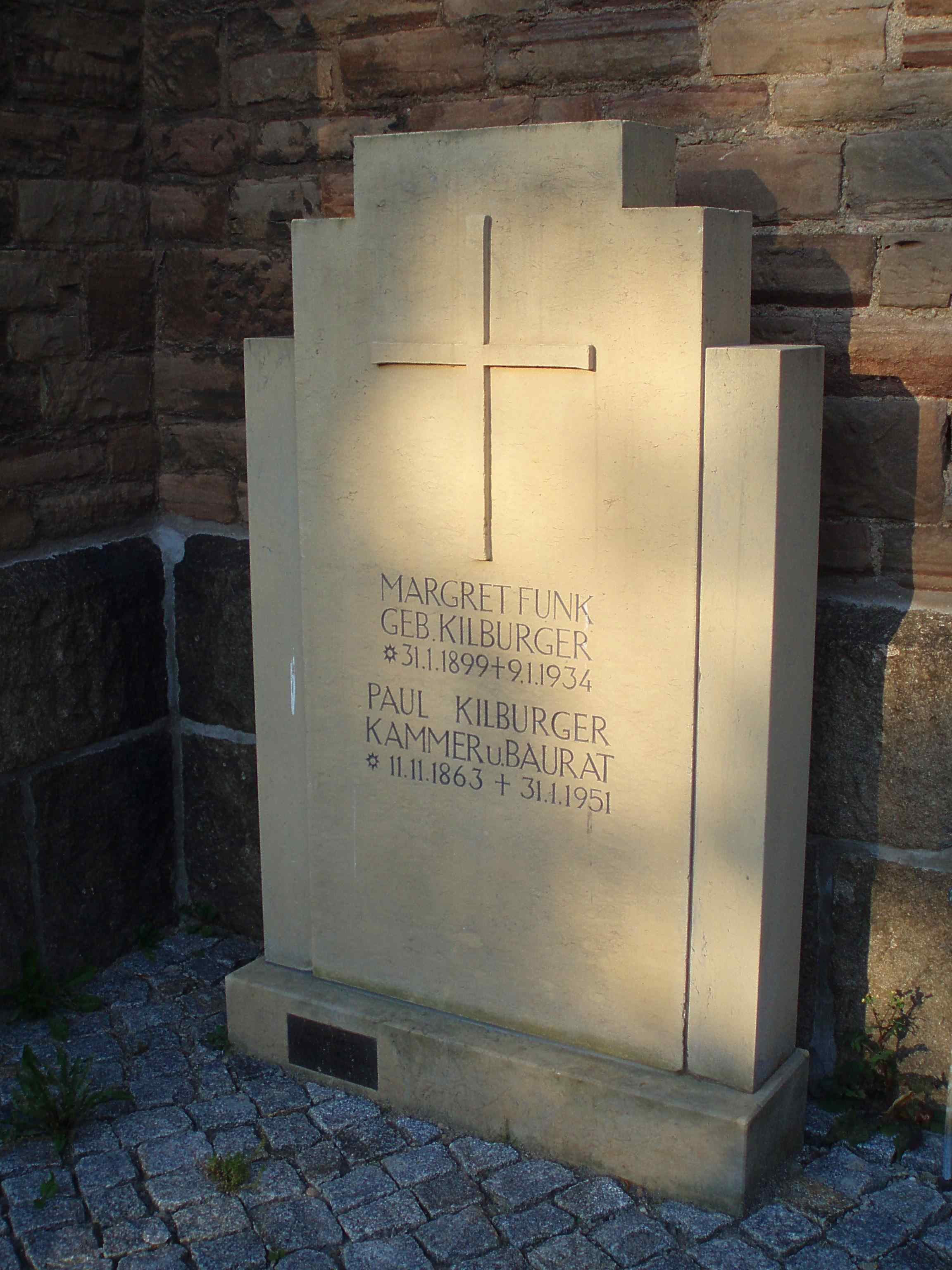
Grabstein neben dem Eingang der Kirche in Veckenstedt

Paul Kilburger (* 11. November 1863 in Halberstadt; † 31. Januar 1951) war ein deutscher Architekt und Baubeamter.

## Leben
Als Sohn des preußischen Baurates Otto Kilburger in Halle (Saale) besuchte er das dortige Stadtgymnasium, wo er 1884 die Reifeprüfung ablegte. Er musste keinen Militärdienst leisten, sondern konnte sich anschließend direkt dem Studium an der Technischen Hochschule München widmen, das er 1889 abschloss. Am 5. März 1890 erfolgte seine Ernennung zum Regierungsbauführer (Referendar) und am 23. Mai 1894 seine Ernennung zum Regierungsbaumeister (Assessor).
Am 18. März 1897 heiratete er Mathilde Thiemann, Tochter des Gutsbesitzers Conrad Thiemann in Barnten, Kreis Hildesheim. Beide wohnten zunächst in Halle, 1898 wurde ihnen die Tochter Anna geboren.
Zum 1. April 1898 wechselte Kilburger in den Dienst von Fürst Christian-Ernst zu Stolberg-Wernigerode nach Wernigerode. Hier wurde er als Nachfolger des Kammer- und Baurates Eduard Messow fürstlicher Bauinspektor und Mitglied der fürstlichen Kammer sowie Hilfsarbeiter beim fürstlichen Konsistorium und erhielt eine Anstellung auf Lebenszeit. Gleichzeitig wurde ihm als Nebentätigkeit die Übernahme von architektonischen Entwürfen für Privatbauten genehmigt. Am 1. Januar 1901 erfolgte die Beförderung Kilburgers zum fürstlichen Kammer- und Baurat. Von 1912 bis 1930 wohnte Kilburger mit seiner Familie in einer Dienstwohnung im Gebäude des heutigen Schlossberg-Hotels. Zum 1. Mai 1927 erfolgte seine Versetzung in den Ruhestand im Rahmen der damals erfolgten allgemeinen Pensionierung der fürstlichen Beamten. Kilburger verbrachte seinen Lebensabend im Haus Olivios in der Gartenstraße in Nöschenrode bei Wernigerode.
Sein Grabmal befindet sich unmittelbar neben dem Eingang der von ihm erbauten Kirche in Veckenstedt.

## Werk

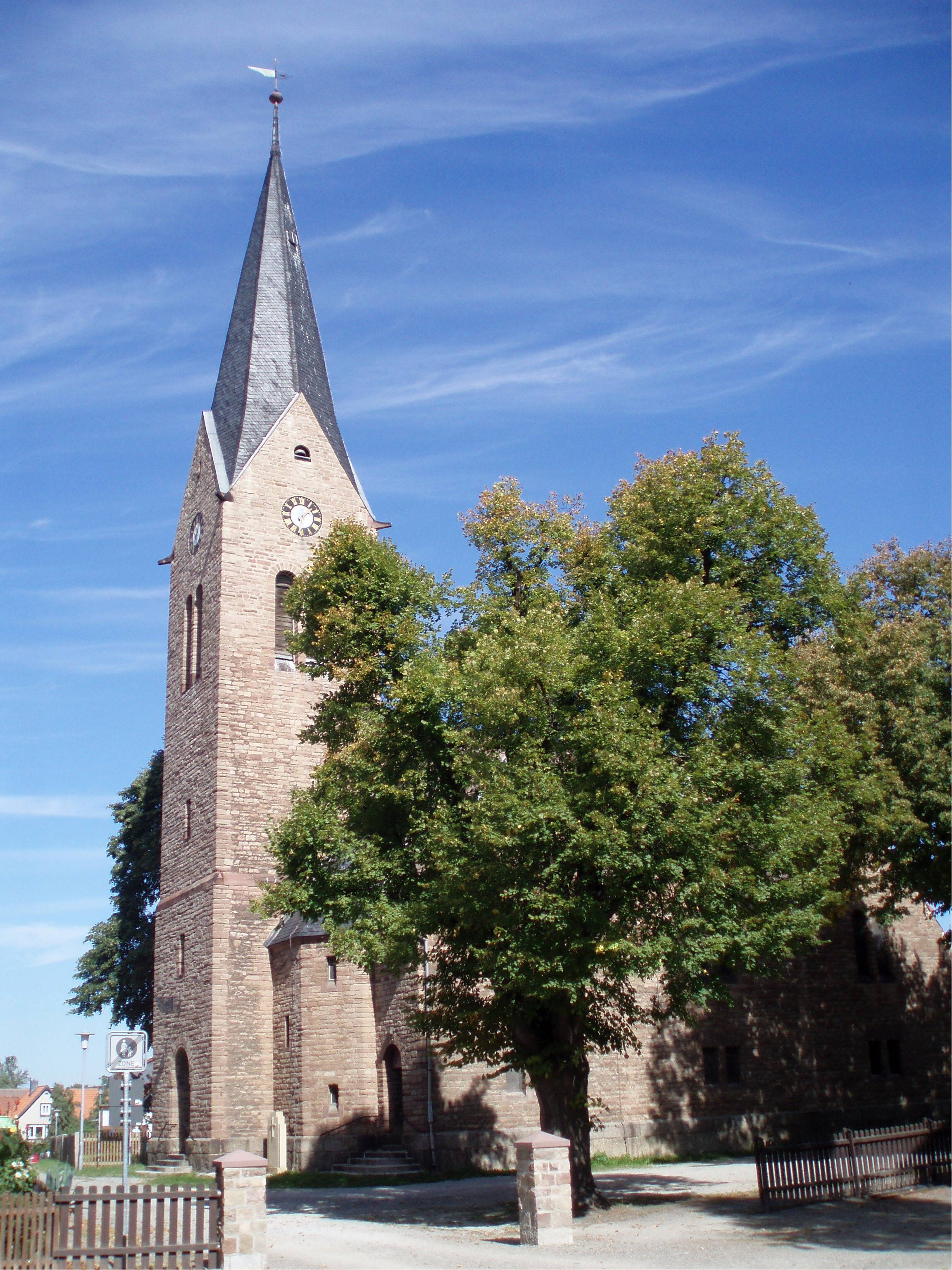
Kirche Veckenstedt

- 1902: Kaiserturm auf dem Armeleuteberg bei Wernigerode
- 1905: Spritzenhaus in Stapelburg
- 1906–1908: evang. Kirche in Veckenstedt
- 1911: Villa für Dr. Dieck in Wernigerode
- 1911: Schule in Stapelburg
- 1913–1914: Neue Fürstliche Domäne in Wernigerode, Kurtstraße
- 1914: Villa für Günther von Hertzberg in Schierke
- 1916–1917: Laboratorium in Nöschenrode

## Auszeichnungen
- 1904: Ritterkreuz I. Klasse des Albrechts-Ordens

## Quelle
- Fürstliches Herrschaftsarchiv Stolberg-Wernigerode H 9 Personalregistratur